# إيلي هارفي
إيلي هارفي هي ممثلة كندية، ولدت في القرن العشرين في بيلفي في كندا.

## أعمال

### أفلام
- (1996) هابي غيلمور[4]
- (2000) اليوم السادس[5]
- (2004) ميركال[6][7][8]
- (2012) كنز الأصدقاء[9]
- (2012) كوخ الغابة[10]

### مسلسلات
- الملفات الغامضة
- جاغ

## وصلات خارجية
- إيلي هارفي على موقع IMDb (الإنجليزية)
- إيلي هارفي على موقع ألو سيني (الفرنسية)
- إيلي هارفي على موقع أول موفي (الإنجليزية)
- إيلي هارفي على موقع قاعدة بيانات الأفلام السويدية (السويدية)
- إيلي هارفي على موقع قاعدة بيانات الفيلم (الإنجليزية)
- إيلي هارفي على موقع كينوبويسك (الروسية)